# Dysauxes quinquemacula
Dysauxes quinquemacula is een beervlinder uit de familie van de spinneruilen (Erebidae). De wetenschappelijke naam van de soort is voor het eerst geldig gepubliceerd door Mabille.